# Кубок России по современному пятиборью среди женщин 2008
Кубок России по современному пятиборью среди женщин 2008 года проходил в Москве (спортивная база "Северный") с 30 января по 4 февраля 2008 года. Турнир входил в систему отбора в сборную команду России. 
Медали разыгрывались в личном первенстве и командном зачете. 
В турнире принимали участие зарубежные спортсмены из Украины и Белоруссии. Всего на старт вышли 47 спортсменок. Было проведено два полуфинала, а в финальной стадии стартовали 28 пятиборок. 
Лидер сборной России Татьяна Муратова не  смогла закончить соревнования из-за травмы. В итоге в упорной борьбе победу одержала пятиборка из Украины Виктория Терещук, она на 116 очков опередила чемпионку Европы 2007 года Евдокию Гречишникову.

## Кубок России. Женщины. Личное первенство.
- Итоговые результаты.

| Дисциплина        | Золото                            | Серебро                              | Бронза                                         |
| Личное первенство | Виктория Терещук · Украина · 5632 | Евдокия Гречишникова · Москва · 5516 | Анастасия Никитина · Московская область · 5512 |

## Чемпионат России. Женщины. Командное первенство.
- Итоговые результаты.

| Место | Команда             | Имя, Фамилия                             | Сумма очков |
| ----- | ------------------- | ---------------------------------------- | ----------- |
| 1     | Москва-2            | Садовникова А. Фещенко В. Щербакова М.   | 16 340      |
| 2     | Московская область  | Иванова В. Никитина А. Сироткина Л.      | 14 628      |
| 3     | Москва-3            | Аболонина А. Лебедева С. Хураськина Е.   | 13 404      |
| 4     | Москва-1            | Гречишникова Е. Стручкова П. Муратова Т. | 13 244      |
| 5     | Самарская область   | Кузнецова С. Сергеева А. Воронина Е.     | 12 548      |
| 6     | Ставропольский край | Зименс А. Позывайло А. Репина В.         | 10 480      |